# Заовражье (Рузский городской округ)
Заовражье — деревня в Рузском районе Московской области, входящая в сельское поселение Колюбакинское. До 2006 года Заовражье входило в состав Барынинского сельского округа
Деревня расположена на востоке района, примерно в 18 километрах восточнее Рузы, на ручье Гнилушка (левый приток Москва-реки, высота центра над уровнем моря 193 м. Ближайшие населённые пункты — примыкающая на юге деревня Неверово, в 0,5 км на восток — Колюбакино и северо-восток — Апальщино.

## Население
| 2002 | 2006 | 2010 |
| ---- | ---- | ---- |
| 42   | ↗45  | ↘33  |